# Josef Terboven
Josef Antonius Heinrich Terboven (23. maj 1898 i Essen i Tyskland – 8. maj 1945 på Skaugum i Asker) var en tysk nazistisk politiker, Gauleiter i Essen og Reichskommissar für die besetzten Norwegischen Gebiete (rigskommissær for de besatte norske områder) under 2. verdenskrig fra 24. april 1940 til 7. maj 1945.
Da Terboven og Vidkun Quisling var i Berlin i januar 1945, skete der en større jernbanesabotage mod Jørstad bro i Nord-Trøndelag. Mange tyske soldater blev dræbt, og Terboven skal have ønsket at henrette 10.000 nordmænd som repressalie. Hitler tillod imidlertid ikke flere gidselskydninger i Norge, da de vakte stærk modstand i udlandet, særlig Sverige. 
Kort før Nazi-Tysklands kapitulation midnat den 8. maj 1945 sprængte Terboven sig i luften sammen med liget af General der Polizei, Wilhelm Rediess, i sin bunker på Skaugum, som nu er det norske kronprinspars bolig. Han blev bisat i Essen.